# Duma Federal
A Duma Federal (em russo: Государственная дума, translit.: Gosudárstvennaya duma; abreviatura habitual: Госдума, translit.: Gosduma), junto com o Conselho da Federação, forma o Legislativo da Federação Russa. A Duma é a câmara baixa da Assembleia Federal, enquanto o Conselho da Federação é a câmara alta. Sua sede se encontra em Moscou. A Duma é composta por 450 deputados, eleitos para mandatos com a duração de quatro anos. A Duma foi criada ainda no Império Russo, mas seria extinta em 1917. Entretanto, com o fim da União Soviética, ela foi reestabelecida em 1993, pelo então presidente Boris Iéltsin, após a sua vitória política na Crise constitucional daquele ano.

## História
A fundação da Duma remete aos anos finais do Império Russo, quando em meio à Revolução de 1905, o czar Nicolau II convoca a Duma como um conselho legislativo, de modo a atender ao manifesto do povo, que clamava por liberdades básicas, no então regime autocrata. O Czar, entretanto, não pretendia perder o seu poder, e em sua legislação, determinou que teria poder para dissolver a Duma quando quisesse, e que seus ministros não teriam responsabilidades e nem poderiam ser apontados para a Duma. As primeiras eleições para a Duma trouxeram para o campo político russo diversos socialistas e democratas, o que causou uma grande tensão entre a Duma e os ministros do Czar, culminando com a dissolução da Duma. Em 1907, uma nova assembleia foi formada, desta vez composta por mais democratas revolucionários, resultando novamente em um conflito ainda maior entre a Duma e o Czar. Após a segunda dissolução da Duma, uma mudança na lei eleitoral fez com que os proprietários de terra tivessem mais poder de voto, resultando em uma Duma composta pela alta burguesia, desagradando aos revolucionários. 
Todo o descontentamento com a Duma resultou na criação de sovietes, agremiações políticas compostas de revolucionários, liberais e democratas que eram contrários ao czarismo de Nicolau II.
Os sovietes foram responsáveis pelas decisões dos bolcheviques durante a Revolução de 1917. Com a vitória dos comunistas na revolução, a Duma seria substituída pelo Soviete Supremo — o centro de todos os sovietes — como principal órgão legislativo do país. Durante toda a existência União Soviética, a Rússia, uma de suas repúblicas, também era controlada pelo Soviete Supremo, e a nível regional, pelo soviete específico da Rússia Soviética.
Em 12 de junho de 1991, o chefe do Soviete da Rússia, Boris Iéltsin, declara o país independente da União Soviética. Em 25 de dezembro, o presidente soviético Mikhail Gorbatchov reconhece a independência e declara a URSS oficialmente extinta como Estado. Contudo, mesmo com o fim do Soviete Supremo, a Rússia continua a ser governada pelo soviete regional. Boris Iéltsin abandona a chefia do soviete e torna-se Presidente da Rússia, um cargo do poder executivo. 
Em 1993, Iéltsin sente a necessidade de estabelecer uma nova constituição para o país, visto que a Constituição de 1978 já era considerada obsoleta. A primeira medida tomada por Iéltsin é a apresentação de uma constituição da autoria de conhecidos políticos liberais, favoráveis a reformas neoliberais e a favor do livre mercado. O soviete entra em desacordo com Iéltsin, exigindo uma revisão da constituição e que a escolha seja feita pelos próprios deputados, e não pelo presidente. Iéltsin entende que os deputados se colocariam contra a sua constituição, assim como fizeram com a candidatura de seu primeiro-ministro, Yegor Gaidar. Começaria então a crise constitucional, que resultou na dissolução do soviete russo e na criação da Assembleia Nacional, contemplando a Duma (câmara baixa) e o Conselho da Federação (câmara alta). Posteriormente a Duma russa durante a gestão Vladimir Putin passou a denunciar constantemente a ação imperialista norte-americana.

## Poderes
A Constituição russa faculta certos poderes especiais para a Duma. Eles são:
- O consenso da indicação do Primeiro-Ministro da Rússia;
- O direito à informação, por meio de relatórios do governo russo, a respeito dos resultados obtidos, inclusive em decretos assinados pela própria Duma;
- A decisão do ato de confiança no governo da Federação Russa;
- A indicação e a demissão da chefia do Banco Central da Rússia;
- A indicação e demissão da chefia e de metade dos auditores do Tribunal de Contas;
- A indicação e demissão dos membros das comissões pelos direitos humanos, que devem agir de acordo com as leis constitucionais;
- O anúncio de anistia;
- A apresentação de acusações contra o presidente para pedir seu impeachment, que para ser aprovado, necessita dos votos de 2/3 da câmara.

Os decretos da Duma são aprovados com os votos da maioria do total do número de deputados, a menos que exista uma brecha na Constituição. 
Todos os projetos de lei aprovados pela Duma são mais tarde debatidos e então aprovados ou vetados pelo Conselho da Federação.

## Composição
| Partido | Partido                   | Ideologia          | Espectro             | Mandatos  |
| ------- | ------------------------- | ------------------ | -------------------- | --------- |
|         | Rússia Unida              | Estatismo          | Pega-tudo            | 321 / 450 |
|         | Partido Comunista         | Comunismo          | Extrema-esquerda     | 57 / 450  |
|         | Rússia Justa              | Social-democracia  | Centro-esquerda      | 28 / 450  |
|         | Partido Liberal Democrata | Nacionalismo russo | Populismo de direita | 23 / 450  |
|         | Novo Povo                 | Liberalismo        | Centro-direita       | 15 / 450  |
|         | Independentes             |                    |                      | 2 / 450   |
|         | Vagos                     |                    |                      | 4 / 450   |
|         | Fonte:                    |                    |                      |           |